# Rœschwoog
Roeschwoog – miejscowość i gmina we Francji, w regionie Grand Est, w departamencie Dolny Ren.
Według danych na rok 1990 gminę zamieszkiwały 1573 osoby, 161 os./km².